# Naoshi Nakamura
Naoshi Nakamura (jap. 中村 直志 Nakamura Naoshi; ur. 27 stycznia 1979) – były japoński piłkarz, reprezentant kraju.

## Kariera klubowa
Od 2001 do 2014 roku występował w klubie Nagoya Grampus.

## Kariera reprezentacyjna
W reprezentacji Japonii zadebiutował w 2006.

## Statystyki
| Reprezentacja Japonii | Reprezentacja Japonii | Reprezentacja Japonii |
| Rok                   | Mecze                 | Gole                  |
| --------------------- | --------------------- | --------------------- |
| 2006                  | 1                     | 0                     |
| Razem                 | 1                     | 0                     |